# Repertorio Bibliográfico Universal
El Repertorio Bibliográfico Universal o RBU es uno de los más ambiciosos proyectos de Paul Otlet, también conocido como el padre de la documentación. Esta idea consistía en el registro y referenciación de todos los documentos impresos desde el siglo XV hasta la fecha quedando organizado a partir del sistema de clasificación decimal. Otlet inició este proyecto junto a Henri La Fontaine en el último cuarto del siglo XIX desde la Oficina Internacional de Bibliografía.

## Confección
Paul Otlet y La Fontaine desarrollaron un plan de trabajo que contemplaba la catalogación y la clasificación de la información bibliográfica referente a cada publicación, quedando plasmado en fichas catalográficas de tamaño estándar, denominadas también fichas universales por ser siempre de las mismas medidas (125mm/75mm)

## Objetivos del RBU
El objetivo principal de la RBU trata de actualizar la bibliografía general universal a partir de la cooperación internacional de todos los países, mediante un método de fichero bibliográfico normalizado que permitiera su rápida recepción e indexación en el índice principal. El resultado que se obtuviera pretendía abundar en el conocimiento de las publicaciones de cada autor y la documentación y publicaciones que existen sobre determinado asunto, materia o área de conocimiento, convirtiéndose, así,  en una herramienta auxiliar de cualquier investigador o estudioso, llegando al mayor número de usuarios posible

## Características de la RBU
La RBU fue denominada Universal y Exhaustiva. El término universal representaba muy bien el deseo e interés de establecer una cooperación internacional para el acuerdo de los métodos de clasificación, catalogación y descripción que en el futuro afectaron a cada continente y potencia editora. En referencia al término exhaustivo, esta idea se consideró el repertorio más amplio en cuanto a producción científica, literaria, artística, además de la universalidad de tipologías documentales que abarca. Por lo tanto, se trata de un repertorio no selectivo dada la universalidad e intencionalidad del proyecto.

## Contenido de la RBU
El repertorio bibliográfico fue concebido como un catálogo que permitía registrar y clasificar la producción intelectual o bibliográfica a nivel mundial. De esta forma contempla la mayor parte de los tipos y materiales documentales de la época. También se incluyó la posibilidad de registrar colecciones, series o abarcar las publicaciones periódicas o revistas.

## Final del proyecto
Este esfuerzo por reunir todo el saber humano, en todas sus formas, supuso el principio del fin del proyecto: si bien fue posible establecer unas normas, pautas o procedimientos para su organización, no se logró establecer un sistema para registrar todas las novedades bibliográficas ni las publicaciones, a nivel retrospectivo, en el ámbito mundial. Esto estuvo unido a los elevados costes que suponía la disposición de sucursales y oficinas bibliográficas en todo el mundo para hacer funcionar el mecanismo de registro universal.
- Datos: Q3456262
- Multimedia: Répertoire Bibliographique Universel / Q3456262